# Cheilosia dombressonensis
Cheilosia dombressonensis är en tvåvingeart som först beskrevs av Becker 1898.  Cheilosia dombressonensis ingår i släktet örtblomflugor, och familjen blomflugor.
Artens utbredningsområde är Schweiz. Inga underarter finns listade i Catalogue of Life.